# Chasseurs de dragons (série télévisée d'animation)
Pour les articles homonymes, voir Chasseurs de dragons.
Chasseurs de dragons (Dragon Hunters) est une série télévisée d'animation française en 52 épisodes de 24 minutes, réalisée par Jean-Charles Finck et Norman J. LeBlanc (saison 1), produite par les studio Futurikon et Caribara, et diffusée à partir du 1er septembre 2004 sur France 3.

## Synopsis
L'histoire raconte les aventures des chasseurs de dragons Lian-Chu, Gwizdo et Hector, un petit dragon, dans un monde d'îles flottante dans les airs.

## Personnages

### Personnages principaux
Gwizdo
Gwizdo est le manager de la belle PME (Principal Moyen d’Escroquerie) spécialisée dans la chasse au dragon. Il n'a pas son pareil pour négocier des contrats. Malchanceux, froussard et cupide, il souhaite plus que tout devenir riche afin de s'acheter une petite ferme (ou au moins régler son ardoise auprès de Jeanneline), quitte à escroquer ses clients. Il peut cependant faire preuve de compassion et parfois même de générosité auprès de ses proches. Il essaye à tout prix de ne pas se frotter aux dragons, préférant laisser cette tâche à son meilleur ami Lian-Chu.
Lian-Chu
Lian-Chu est l’archétype du grand baraqué au cœur tendre. Malgré son allure menaçante il est très doux et sensible, mais quand il s'agit d'occire des dragons, il se montre très efficace, utilisant sa ruse et son instinct pour en venir à bout. Il incarne souvent la voix de la raison auprès de Gwizdo, tentant parfois de l'arrêter dans ses plans foireux. Il est également un passionné de couture. Dans l'épisode 13, on apprend qu'il a perdu sa famille et son village à la suite de l'attaque d'un terrible dragon, le film révèlera l'identité de ce monstre comme étant le Bouffe-Monde.
Hector
Hector est un petit dragon ressemblant à un chien. Il est le premier dragon que Lian-Chu et Gwizdo ont capturé dans leur carrière, mais ont décidé de le garder avec eux. Tout comme un vrai chien, Hector a un très bon flair qui l'aide à pister les dragons. Il sait également prononcer quelques mots.
Jeanneline
Propriétaire de l'auberge du "Dragon qui ronfle" où dorment nos héros. C'est une grande dame à forte corpulence et au caractère colérique élevant seule sa fille Zaza. Elle force les héros à participer au bon fonctionnement de l'auberge ne serait ce que pour régler leur ardoise faramineuse, il s'avère cependant qu'elle a un faible pour Gwizdo. Elle a également une autre fille, adoptive, du nom de Zoria qui est devenue une chasseuse de dragons.
Zaza
Fille de Jeanneline qui l'aide souvent à gérer l'auberge. Particulièrement espiègle et débrouillarde, elle rêve d'accompagner Gwizdo et Lian-Chu dans leurs voyages, qu'elle considère comme des pères, malgré l'opposition de sa mère qui refuse qu'elle se mette en danger.

### Personnages récurrents
Zoria
Fille adoptive de Jeanneline. Admirant Lian-Chu pour ses prouesses, elle a décidé de devenir à son tour chasseuse de dragons, au plus grand dam de sa mère.
Frères Foresta
Deux frères chasseurs de dragons, rivaux de nos héros. Contrairement à eux, ils optent pour des méthodes plus brutales pour la chasse au dragon.
Kao
Vieux guérisseur excentrique, il vient parfois donner des potions aux effets étranges aux héros.
Mère Poulard
Une vieille femme dirigeant la Ferme aux orphelins, dont est originaire Gwizdo et Lian-Chu. Elle considère nos deux héros comme ses propres fils, mais a une préférence pour Lian-Chu, au plus grand dam de Gwizdo.
Le Prince Charmant
Chevalier assez hautain à l'armure rutilante, il parcourt le monde pour défendre le petit peuple des attaques de dragons et ce sans rien demander en retour. Gwizdo le déteste, car il lui pique de potentiels clients.

## Fiche technique
- Titre : Chasseurs de dragons
- Réalisation : Jean-Charles Finck, Norman J. LeBlanc (saison 1)
- Scénario : Laurent Turner et Frédéric Engle-Lenoir (supervision)
- Direction artistique :
  - Conception des personnages : Valérie Hadida et Arthur Qwak
  - Décors : Arthur Qwak et Guillaume Ivernel
- Musique originale : Fantazio, Hervé Lavandier
- Production : Philippe Delarue
- Sociétés de production : France 3, RTL-TVI,

Futurikon, Super RTL et
RTV Family Entertainment
- Pays d'origine : France
- Langue : français
- Nombre d'épisodes : 52 (2 saisons)
- Durée : 24 minutes
- Date de première diffusion :  France : 1er septembre 2004

## Voix françaises
- Ludovic Pinette : Gwizdo
- Alexis Victor : Lian-Chu (saison 1)
- Thierry Desroses : Lian-Chu (saison 2)
- Murielle Naigeon : Jeanneline
- Audrey Pic : Zaza (saison 1)
- Catherine Desplaces : Zaza (saison 2)

## Production

### Musique
La musique du générique (The Dragon Hunters Song) a été composée par le groupe de rock The Cure à partir de leur chanson Taking Off.

## Produits dérivés

### Film
- Chasseurs de dragons, long métrage d'animation sorti le 26 mars 2008

### Jeux vidéo
- Chasseurs de dragons, Mindscape pour PC, 2006
- Chasseurs de dragons, Playlogic pour Nintendo DS, 2008 (adapté du film)[3]

### Livres
Deux bandes dessinées sont parues aux éditions Delcourt (collection Jeunesse) à quatre ans d'intervalle :
1. Un dragon comme pas deux (7 septembre 2006)
2. Copains comme zombies (8 septembre 2010)

Scénario : Laurent Turner, Mathieu Venant, dessins : Mathieu Venant, Marc Lechuga, couleurs : Lorien
Il existe également une série de 11 romans adaptés par Philippe Randol parues aux éditions Hachette jeunesse dans la collection Bibliothèque Verte entre 2006 et 2009